# Helianthemum fabadoi
Helianthemum fabadoi är en solvändeväxtart som beskrevs av Gonzalo Mateo. Helianthemum fabadoi ingår i släktet solvändor, och familjen solvändeväxter. Inga underarter finns listade i Catalogue of Life.